# Elisabeth Jerichau-Baumann
Elisabeth Jerichau-Baumann, née le 21 novembre 1819 à Varsovie et morte le 11 août 1881 à Copenhague, est une peintre danoise d'origine allemande née en Pologne.

## Biographie

### Famille et formation
Anna Jerichau-Baumann naît à Żoliborz un arrondissement de Varsovie. Elle est la fille d'un fabricant de cartes, Philip Adolph Baumann (1776–1863) et de Johanne Frederikke Reyer (1790-1854).
À la suite de son rejet de l’école de Berlin par manque de talent, Elisabeth Baumann vient à Düsseldorf, en 1838, à l'âge de dix-neuf ans, après son mariage à Julius Hübner,. Elle étudie à l'Académie des beaux-arts de Düsseldorf auprès de Karl Ferdinand Sohn pendant trois ans. Elle suit les cours de Carl Friedrich Lessing, Hildebrand et Wilhem von Schadow.

### Carrière artistique
Anna Jerichau-Baumann expose pour la première fois en 1844.
En 1845, elle part vivre à Rome et se marie la même année.
En 1852, elle visite la Grande-Bretagne puis la Grèce et l'Égypte
Dans ses publications, elle relate de la difficulté d’être femme et artiste, une association particulièrement difficile à vivre à son époque.

### Vie privée
Anna Jerichau-Baumann se marie en 1845 avec le sculpteur danois Jens Adolph Jerichau. En 1849, le couple s'installe à Copenhague et son mari est ensuite nommée directeur de l'Académie des beaux-arts de 1857 à 1863. Jens et Elisabeth Jerichau ont neuf enfants, dont deux sont morts en bas âge. Harald Jerichau (en) devient peintre.

## Œuvre
Son style, influencé par ses voyage en Europe, ne lui donne pas la reconnaissance attendue au Danemark alors sous l'influence de la peinture romantique nationale (Âge d'or danois) de Niels Laurits Høyen ou Christoffer Wilhelm Eckersberg. Elle décide donc de peindre davantage de sujets en rapport avec l'histoire du Danemark telle la Valkyrie inspirée de la première guerre de Schleswig .
Au cours de sa carrière d'artiste, de nombreuses œuvres sont produites tels ques des portraits, par exemple Johanne Louise Heiberg ou des scènes de genre. Ses voyages au Maghreb et en Turquie lui inspirent des peintures orientalistes de femmes et de harem.

## Galerie

Œuvres d'Elisabeth Jerichau-Baumann
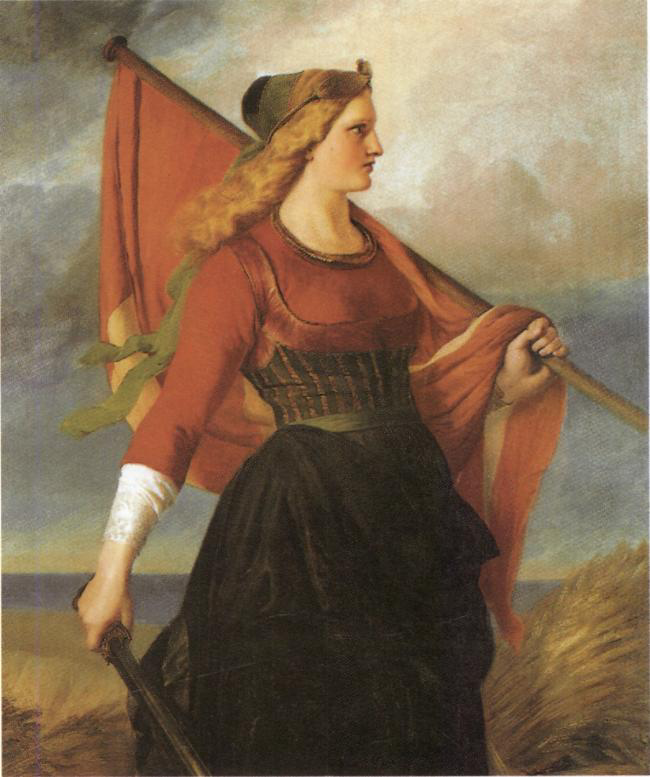
Danmark (1851), Ny Carlsberg Glyptotek
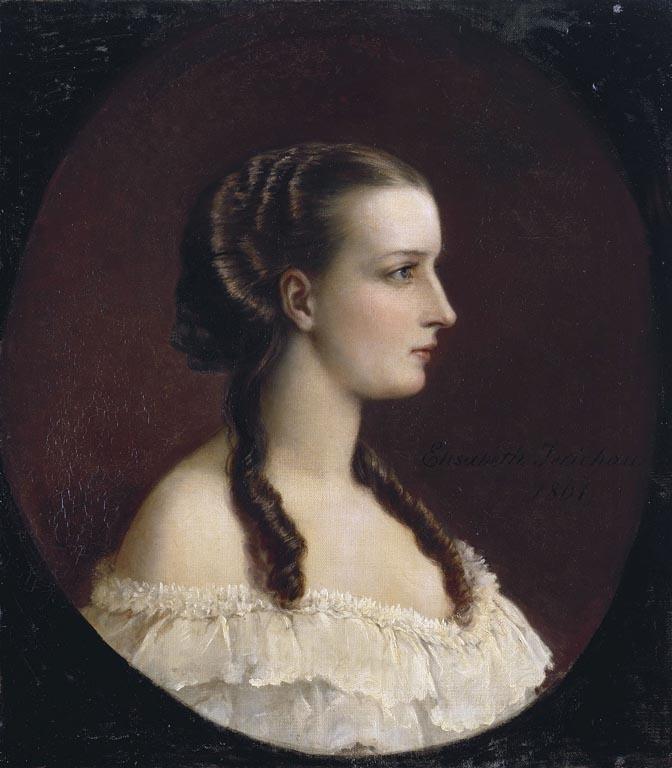
Reine Olga de Grèce (1861), Royal Collection
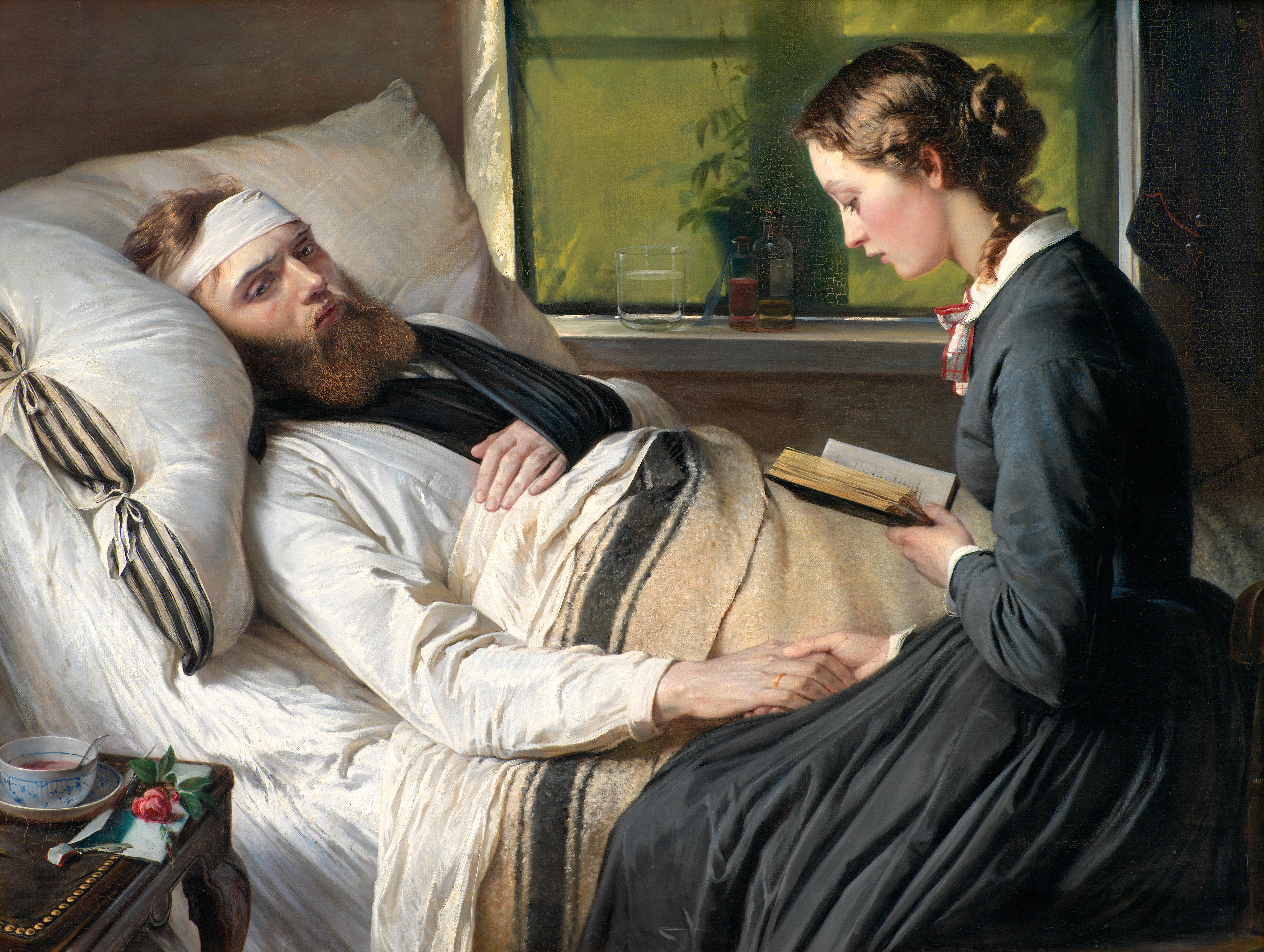
Un soldat danois blessé (1865), Statens Museum for Kunst
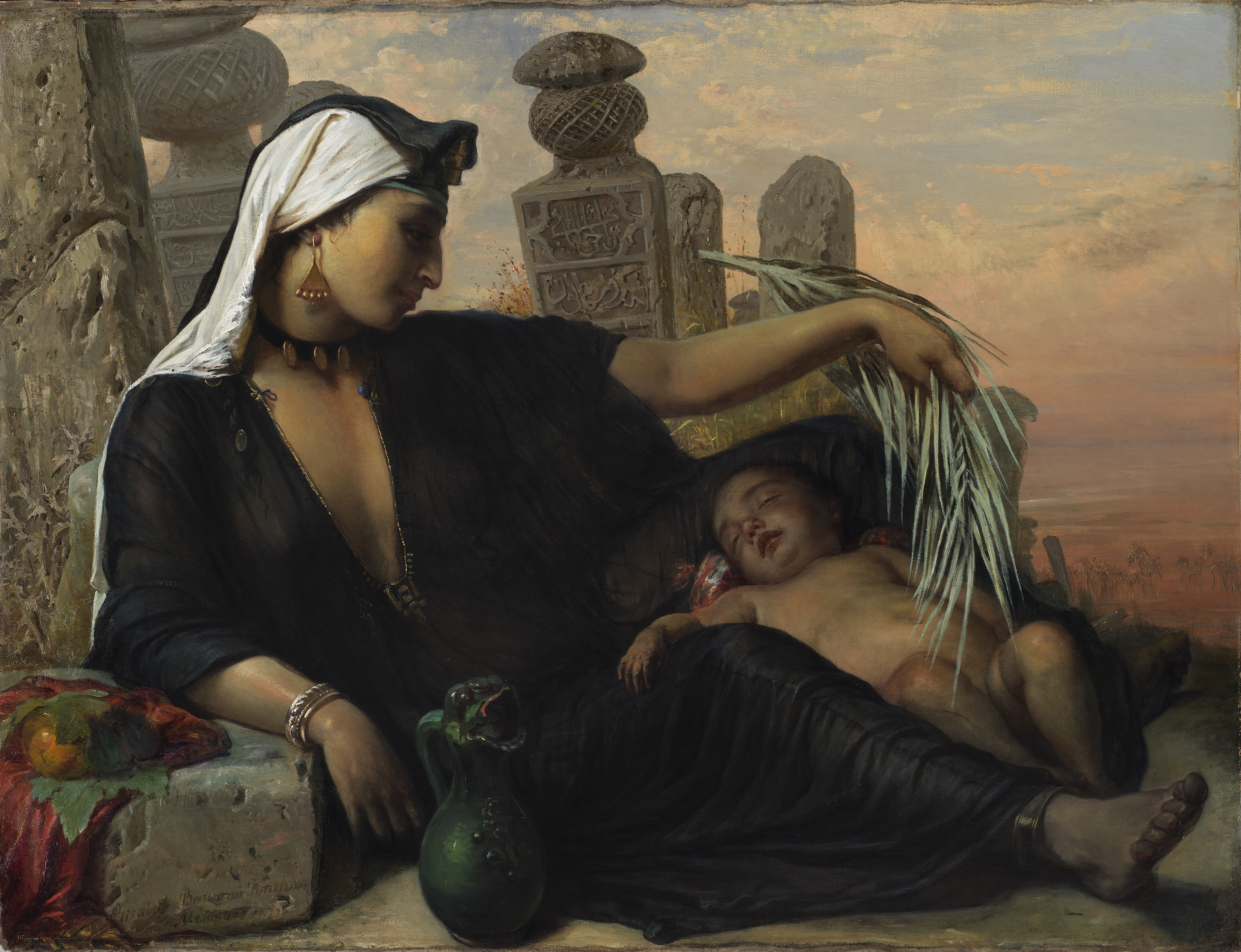
Égyptienne avec son enfant (1872), Statens Museum for Kunst